# Fernanda de Utrera
Fernanda Jiménez Peña (Utrera, provincia de Sevilla, 9 de febrero de 1923-ibídem, 24 de agosto de 2006), más conocida como Fernanda de Utrera, cantaora de flamenco gitana andaluza.
Fernanda es hija de José el de Aurora y la chacha Inés y nieta del cantaor de flamenco Fernando Peña Soto, Pinini, quien a pesar de no dedicarse profesionalmente al cante, gozaba de fama en Utrera. Según afirmaba su hermana Bernarda, ambas son ‘cantaoras de nacimiento’, recibieron la influencia artística de su entorno desde la niñez, ya que nacieron de cuna gitana. Desde pequeñas, multitud de artistas gitanos flamencos acudían a la casa de los Jiménez Peña a escucharlas.

## Carrera artística
La carrera artística de Fernanda está íntimamente ligada a la de su hermana Bernarda, con quien ha compartido carteles y grabaciones durante cincuenta años. Ambas hermanas iniciaron su andadura profesional en 1957 de la mano de Antonio Mairena, quien las llevó a Madrid para actuar en los tablaos Zambra, El Corral de la Morería, Torres Bermejas y Las Brujas.

## Estilo
Fernanda está considerada por muchos la mejor cantaora de soleares de todos los tiempos, y aunque este extremo es difícil de demostrar, ya que no se guardan registros sonoros de artistas pretéritos, todos los expertos coinciden en destacarla como la mejor cantaora en este palo del flamenco en todo el siglo XX, sólo comparable con la cantaora del siglo XIX Mercedes Fernández Vargas, «La Serneta» (1840-1912) de quien no se conserva grabación alguna. Su voz ronca, rota y la modulación de la misma en la ejecución de sus cantes le confería un estilo propio, único en el panorama flamenco.
Además de la soleá, es reconocida su maestría en otros palos del flamenco, como la bulería, la cantiña o el fandango.
Como fandanguera se salía realmente de lo común. Porque, como ella decía, hay que poner el corazón. "Yo tengo un fandango grabao, eso de a mis niños no me los abandones..., pues desde que murió una hermana mía, eso no lo pueo yo cantar, porque me acuerdo de mi hermana que dejó a sus hijos solos. Me la pide la gente y forzá la canto; pero me entra un repeluzno y una descomposición de cuerpo, que no pueo, ea, que no pueo".
Sus soleares podían ser memorables cuando estaba en buenas condiciones para cantar, lo que no siempre ocurría, sobre todo en sus últimos años de actividad. Pero en sus mejores tiempos, su voz oscura y rota, casi siempre insuficiente pero preñada de duendes y misterio, era un instrumento que transmitía al oyente emoción y escalofrío en cada uno de los tercios. Decía Ricardo Molina que las soleares de Fernanda eran "magia pura y abismática"; Caballero Bonald hablaba de "su nobilísima, sollozante y profunda expresión"; Jiménez Díaz afirmaba que cada palabra en su cante por soleá era "un manantial de sangres"; Félix Grande hablaba de "la voz de mujer más tierna y ronca, desesperada y delicada de cuantas honran el desconsuelo piadoso del flamenco".
Cada vez que se enfrentaba a su soleá se libraba, allí en los oscuros rincones de donde nacía el manantial gitano de su cante, una dramática batalla. Porque Fernanda, con una voz opaca y rota, arriesgaba todo en sus cantes, peleaba cada tercio hasta agotar sus posibilidades, rebuscaba, pellizcaba, perseguía los duendes angustiosamente, desesperadamente. Arriesgaba tanto, que la cantaora se quedaba como desamparada ante la copla, y si no llegaba al logro perseguido, la veíamos como quebrarse, vencida en la pelea; pero si el logro llegaba, habríamos tenido el privilegio -cada vez más raro aún entre los cabales frecuentadores de cante- de asistir al milagro que siempre es una soleá dicha con rajo. "Yo llevé a Fernanda conmigo -declaró hace años Manuela Vargas- porque, cantándome, me permitía transmitir lo que es la soleá".

## Enfermedad y muerte
Los días 11 y 15 de marzo de 2003, estando Fernanda convaleciente de la enfermedad de Alzheimer que la aquejaba, se celebró un homenaje a su persona y su carrera en Madrid y Sevilla que congregó a las más destacadas figuras del flamenco actual.
El 24 de agosto de 2006, Fernanda falleció en su domicilio de Utrera a causa de un paro cardiaco.
Leamos, por último, algo de lo que escribió sobre ella el crítico Manolo Bohórquez: "Se nos puso a todos la dermis como un piélago de diminutas montañas rosadas... Escucharla ya no es un placer: es una flagelación, se sufre viéndola retorcerse de impotencia sobre el escenario, nos lastima la negrura de su rostro envejecido, nos duele en nuestras carnes el torniscón que le pega a su vestido buscando esa bocanada de aire que le ayude a coronar con un mínimo de dignidad artística el cante de Juaniquí. Nos cuesta reconocer que a Fernanda le queda menos aliento que a una gallina pisá. La seguimos adorando porque estamos plenamente convencidos de que es de las pocas verdades que le quedan al cante gitano. Cantar como Fernanda de Utrera es ya imposible; su eco de voz, esa fuerza sobrenatural que emerge del fondo de la tierra y la emoción de su rostro, se irán con ella y no volverán jamás".

## Filmografía
A pesar de no ser actriz, Fernanda ha participado en algunas producciones cinematográficas:
- Duende y misterio del Flamenco, de Edgar Neville (1952)
- La novicia rebelde, de Luis Lucía (1971)
- Flamenco, de Carlos Saura (1995)

## Premios y reconocimientos
- Concurso Nacional de Arte Flamenco de Córdoba (1957) - Premio de soleares y bulerías
- Premio del Concurso de Mairena del Alcor (1966)
- Premio Nacional de Cante de la Cátedra de Flamencología de Jerez de la Frontera (1967)
- Dedicatoria del XII Potaje Gitano de Utrera (1968)
- Premio el Compás del Cante 1989, otorgado por la Fundación Cruz Campo.[15]
- Hija predilecta de Utrera (1994)
- Medalla de Plata de Andalucía (1994)[16]
- Medalla de Plata al Mérito en el Trabajo (2003)[17]
- Medallas de Oro al Mérito en Las Bellas Artes (2005)[18]
- Hija predilecta de la provincia de Sevilla (2006)

### DiscoCante grande de mujer
- Flamenco World - Ritmo andaluz (clip de sonido de RealPlayer)
- Flamenco World - Mis niños (clip de sonido de RealPlayer)
- Flamenco World - Le pido a Dios (clip de sonido de RealPlayer)
- Flamenco World - No soy de madera (clip de sonido de RealPlayer)
- Flamenco World - Cuando se entere el Sultán (clip de sonido de RealPlayer)
- Flamenco World - Bulerías (clip de sonido de RealPlayer)

- Datos: Q1406567